# أنتوني جون كروس
أنتوني جون كروس (5 أغسطس 1945 في المملكة المتحدة - ) (بالإنجليزية: Anthony Cross)‏ هو لاعب كريكت بريطاني. لعب مع نادي وارويكشاير للكريكيت ‏ ونادي جامعة كامبريدج للكريكيت ‏.

## وصلات خارجية
- أنتوني جون كروس على موقع إي آس بي آن كريك إنفو (الإنجليزية)